# Capeas de Segura de León
Las Capeas de Segura de León es un festejo popular taurino que se celebra en la localidad de Segura de León (Badajoz) en septiembre con motivo del Cristo de la Reja.

## Origen de las fiestas
En 1807 Carlos IV crea feria de sayales y ganado coincidiendo con el 13, 14 y 15 de septiembre en el que ocurren los primeros festejos taurinos por esa fecha en honor al Cristo de la Reja ya que desde el siglo XVI se celebraban los festejos taurinos pero en otra fecha. 
Las capeas se comenzaron a celebrar con la matanza de los toros para el consumo del pueblo; practica que quedó en desuso en 1874 cuando se prohibió la muerte del animal, y desde entonces realizan las sueltas de vaquillas.

## Descripción del festejo
Las capeas se celebran a mediados del mes de septiembre en la plaza mayor del municipio; se celebran seis capeas vespertinas y dos becerradas matinales, una para mujeres y otra para niños. En total se sueltan alrededor de ciento cincuenta reses.
A las tres de la tarde se realiza un encierro a caballo desde la finca donde pastan las reses fuera del pueblo, hasta el centro urbano, por la tarde a las seis se realiza un encierro por cada vaca hasta la plaza, la lidia de cada animal dura alrededor de 10 minutos, se realizan alrededor de veinte encierros con vacas cada día.

### Plaza
La plaza de toros se forma en la plaza mayor la cual se adapta la forma tradicional construida por las peñas y los vecinos de la localidad los días previos a las fiestas, estando construida en su mayor proporcionalidad de madera, de estilo medieval, cuenta con veinte tablados sujetados por grandes postes de madera.

## Asociación
En los años 90 se creó una asociación de Ganaderos Amigos de las Capeas que reúnen a un grupo de ganaderos vecinos del municipio que aportan desinteresadamente sus vacas para las capeas.

## Seguridad
En el Dispositivo de Seguridad que se establece para dicho evento participan numerosos cuerpos de seguridad y emergencias para el correcto desarrollo del mismo. En el Plan de Emergencias se establece un DRP en el que participan unidades de Policía Local, Guardia Civil, Protección Civil y Bomberos; siendo los responsables del ámbito sanitario diversas unidades de Cruz Roja junto a un importante equipo médico especializado en eventos taurinos. El personal del ayuntamiento de Segura de León también participa de forma activa en este sentido.

## Reconocimientos
- En 2000 fue declarada Fiesta de Interés Turístico Regional.[11][12]

- En 2013 fue declarado Festejo tradicional.[13][14]